# Campaña del Senussi
La campaña de los sanusíes tuvo lugar en el norte de África desde noviembre de 1915 hasta febrero de 1917, durante la Primera Guerra Mundial. La campaña fue librada por el Reino de Italia y el Imperio Británico contra los sanusíes, una orden religiosa residente en Libia y Egipto. Los sanusíes fueron cortejados por el Imperio otomano y el Imperio alemán. En el verano de 1915, los otomanos persuadieron al Gran Sanusí Ahmed Sharif as-Senussi para que declarara yihad, atacara Egipto ocupado por los británicos desde el oeste y alentara la insurrección en Egipto para desviar fuerzas británicas de una incursión otomana en el Canal de Suez desde Palestina.
Los sanusíes cruzaron la frontera libio-egipcia en noviembre de 1915 y lucharon en una campaña a lo largo de la costa egipcia. Al principio, las fuerzas del Imperio Británico se retiraron, luego derrotaron a los sanusíes en varios enfrentamientos, que culminaron en la Acción de Agagia y la recaptura de la costa en marzo de 1916. En el interior, la campaña de la cadena de oasis continuó hasta febrero de 1917, después de la cual se negoció la paz y el área se mantuvo en calma durante el resto de la guerra, a excepción de las patrullas británicas en aviones y automóviles blindados.

## Trasfondo

### Sanusí
Antes de 1906, cuando los sanusíes se involucraron en la resistencia contra los franceses, habían sido una "secta religiosa relativamente pacífica del desierto del Sáhara, opuesta al fanatismo". En la Guerra Italo-Turca (29 de septiembre de 1911-18 de octubre de 1912), las fuerzas italianas ocuparon enclaves a lo largo de la costa libia y los sanusíes ofrecieron resistencia desde el interior, manteniendo relaciones generalmente amistosas con los británicos en Egipto. En 1913, los italianos habían sido derrotados en la Acción de Etangi, pero en 1914 los refuerzos italianos provocaron el reinicio de la resistencia y, en enero, los sanusíes se encontraban en el sureste de Cirenaica. Los sanusíes tenían alrededor de 10 000 hombres armados con fusiles modernos, con municiones de una fábrica que producía 1000 cartuchos al día. Continuaron los combates intermitentes entre los italianos en ciudades fortificadas y los sanusíes que se extendían por el desierto. Los británicos declararon la guerra al Imperio otomano el 5 de noviembre y la dirección del Imperio otomano alentó a los sanusíes a atacar Egipto desde el oeste. Los otomanos querían que los sanusíes realizaran operaciones contra la retaguardia de los defensores del Canal de Suez; los otomanos habían fallado en ataques anteriores contra las fuerzas británicas del Sinaí en el este y querían distraerlos con ataques desde la dirección opuesta.

### Imperio otomano
En febrero de 1915, los enviados otomanos, incluido Nuri Bey, el medio hermano de Enver Pashá y Jaafar Pashá, un árabe de Bagdad sirviendo en el Ejército otomano, conspiraron para provocar problemas entre Sayyid Ahmed ash-Sharif, el Gran Sanusí y los británicos, al planear una incursión en Sollum el 15 de junio, pero fue frustrado. Nuri finalmente ganó el mando de las fuerzas militares sanusíes y comenzó a entrenar a los reclutas de Aulad Alí. Los enviados otomanos negociaron un acuerdo con el Gran Sanusí, en el cual sus seguidores iban a atacar a los británicos en Egipto desde el oeste, aunque su decisión no fue apoyada por todos los sanusíes. Los otomanos suministraron ametralladoras y piezas de artillería utilizando barcos y submarinos alemanes para enviar armas, equipo y dinero. En noviembre de 1915, el tamaño de la guarnición británica en Egipto se redujo mucho debido a las expediciones a Galípoli y Mesopotamia. La frontera occidental de Egipto estaba protegida por la guardia costera egipcia (Teniente coronel C. L. Snow), cuyo comandante era responsable de mantener buenas relaciones con los beduinos locales y los sanusíes.

### Terreno

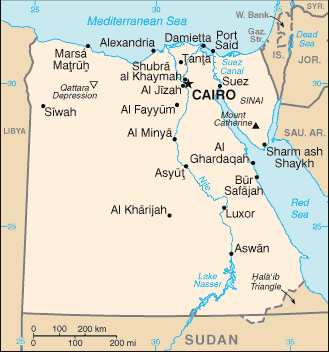
Mapa de Egipto.

La frontera occidental de Egipto no se había definido en 1914, porque las negociaciones con los otomanos se vieron interrumpidas por la guerra ítalo-turca (1911–1912) y luego fueron negadas por la cesión de Trípoli a Italia. Una frontera nocional corría hacia el sur desde Sollum, al este del cual había un área de 520 000 km² de desierto al sur de la franja costera semidesértica pero con varios oasis, algunos bastante grandes y que sustentan a poblaciones considerables, administrados por el gobierno egipcio. Los beduinos llevaban una vida nómada entre los oasis, comerciaban con los habitantes y se refugiaban en ellos cuando los pozos se secaban.
A lo largo de la costa mediterránea hay una franja de tierra, lo suficientemente regada para el pastoreo de dromedarios y ovejas; la excavación en busca de agua generalmente tiene éxito, pero los pozos y las cisternas a menudo están muy separados y, a veces, se secan inesperadamente. La tierra es polvorienta en verano y lodosa en la temporada de lluvias de diciembre a marzo, cuando los días son relativamente frescos y la noche es muy fría. Al sur de la franja costera hay una meseta de roca caliza, de alrededor de 80 km de ancho en Dabaa y 240 km de ancho en Sollum. Al sur se encuentra el desierto, con dunas de arena a lo largo de cientos de kilómetros.
El oasis de Siwa, un bastión sanusí, está a 260 km al sur de Sollum, en el borde del mar de arena; al este hay una cadena de oasis, algunos lo suficientemente cerca del Valle del Nilo como para estar al alcance de los incursores sanusíes montados en dromedarios. Un ferrocarril de trocha estándar corría a lo largo de la costa desde Alejandría, con la intención de terminar en Sollum, que en 1915 había llegado a Dabaa. Desde allí partía una trocha, conocida como Carretera del Jedive, que era transitable para vehículos motorizados en tiempo seco y llegaba hasta la frontera. Pero cuando comenzaron las hostilidades, la temporada de lluvias era inminente.

## Preludio

### Preparativos sanusíes–otomanos
Los oficiales alemanes y otomanos instalaron sus cuarteles generales en el oasis de Siwa con una fuerza sanusí de 5000 combatientes, apoyada por cañones de montaña y ametralladoras, para atacar Sollum, Mersa Matruh y El Dabaa en la costa y los oasis más al sur en Bahariya, Farafra, Dakhla y Kharga. El 15 de agosto, el comandante de un submarino británico vio personas en tierra cerca de Sollum y estas abrieron fuego contra él cuando fue a investigar, lo que causó un incidente diplomático hasta que los sanusíes fingieron que el grupo confundió al submarino con un barco italiano. Sir John Maxwell, el comandante de las tropas británicas en Egipto, fingió creer la excusa, suponiendo que había sido una provocación para forzar la mano del Gran Sanusí. Poco después, los sanusíes empezaron a entrenarse en Sollum con artillería y ametralladoras y entones Maxwell obtuvo documentos del Gran Sanusí que iban dirigidos a líderes y periodistas musulmanes en Arabia y la India, instando a la yihad.
Los británicos continuaron apaciguando a los sanusíes, estando en negociaciones con el sherif de La Meca y reacios a inflamar la opinión musulmana. El 30 de septiembre, Snow se reunió con el Gran Sanusí y Jaafar Pashá, quienes discutieron sobre la naturaleza indisciplinada de los nómades del desierto, pero Snow juzgó que las fuerzas sanusíes eran potencialmente formidables. Poco después, llegaron noticias de otra victoria sanusí sobre los italianos cerca de Trípoli y la captura de mucho armamento y dinero. La agresión sanusí contra los británicos se intensificó en noviembre, cuando los submarinos alemanes torpedearon al vapor armado HMS Tara y al barco de transporte Moorina, para después entregar las tripulaciones a los sanusíes en Port Suleiman en Cirenaica. Sayed Ahmed fingió no saber del incidente cuando los británicos se quejaron y comenzaron las negociaciones para persuadir al Gran Sanusí de que despidiera a los enviados otomanos por dinero, pero las incursiones de submarinos alemanes alentaron la intransigencia sanusí.
El 6 de noviembre, dos guardacostas egipcios fueron atacados por el submarino alemán SM U-35 en la bahía de Sollum. El Abbas fue hundido y el Nuhr el Bahr fue dañado. En la noche del 17 de noviembre, los sanusíes dispararon contra el campamento en Sollum, matando a dos beduinos y cortando los cables del telégrafo costero. La noche siguiente, un zawiet (celda, monasterio o eremitorio) de Sidi Barrani, a 77 km de Sollum, fue ocupado por 300 muhafizia (comandante, defensor o guardia), tropas regulares sanusíes. Sayed Ahmed ordenó a sus seguidores cruzar la frontera egipcia para el 21 de noviembre, iniciando la campaña costera. En la noche del 19 al 20 de noviembre, se abrió fuego contra las barracas de Sollum y un miembro de la Guardia Costera resultó muerto. Al día siguiente, un puesto a 48 km al sureste de Sollum fue atacado y cuando las noticias llegaron a Alejandría, estallaron disturbios.

### Preparativos británicos

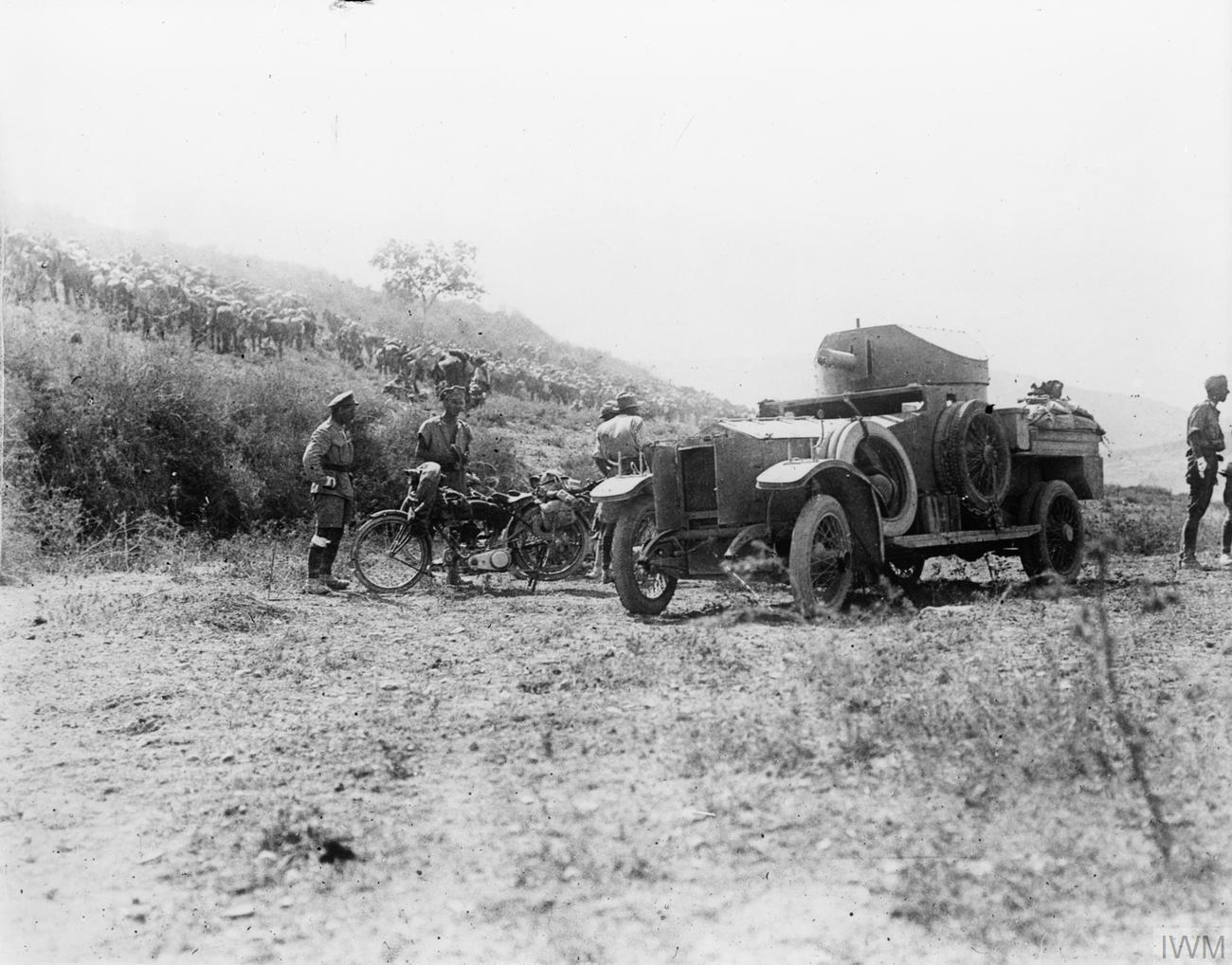
Automóvil blindado Rolls-Royce fotografiado en 1918 en Palestina (IWM Q12329LACarPatrol).

Los comandantes británicos adoptaron una política de evitar los reveses, antes de intentar derrotar a los sanusíes. Sollum estaba a 450 km de Alejandría, demasiado al oeste para una base y demasiado expuesto a los submarinos alemanes, con la falta de lanchas patrulleras rápidas para vigilar a los barcos en la bahía. Mersa Matruh (Matruh) estaba 190 km más cerca de Alejandría y tenía un buen suministro de agua. Se ordenó a los puestos de la Frontera Occidental que regresaran a Matruh para que se concentraran y que fueran reforzados por las tropas que se movían a lo largo de la costa en arrastreros armados y por la Carretera del Jedive hasta Dabaa, a 121 km antes de Matruh. El 20 de noviembre se dieron órdenes para formar la Fuerza de la Frontera Occidental, compuesta por brigadas compuestas de caballería e infantería y armas de apoyo; a finales de año, los británicos tenían alrededor de 40 000 soldados en el Desierto Occidental. El 21 de noviembre, el 2° Batallón de la Brigada de Fusil de Nueva Zelanda, una compañía de la 15ª División Sikh, grupos del Bikaner Camel Corps y un tren blindado tripulado por artilleros egipcios, fueron enviados a Dabaa para proteger el ferrocarril y patrullar hasta el oasis de Moghara. Más tarde, la 1/1ª Brigada Montada de Midland del Norte fue enviada a Faiyum y una fuerza más pequeña fue a la guarnición de Wadi Natrun, 72 km al sur de Alejandría.

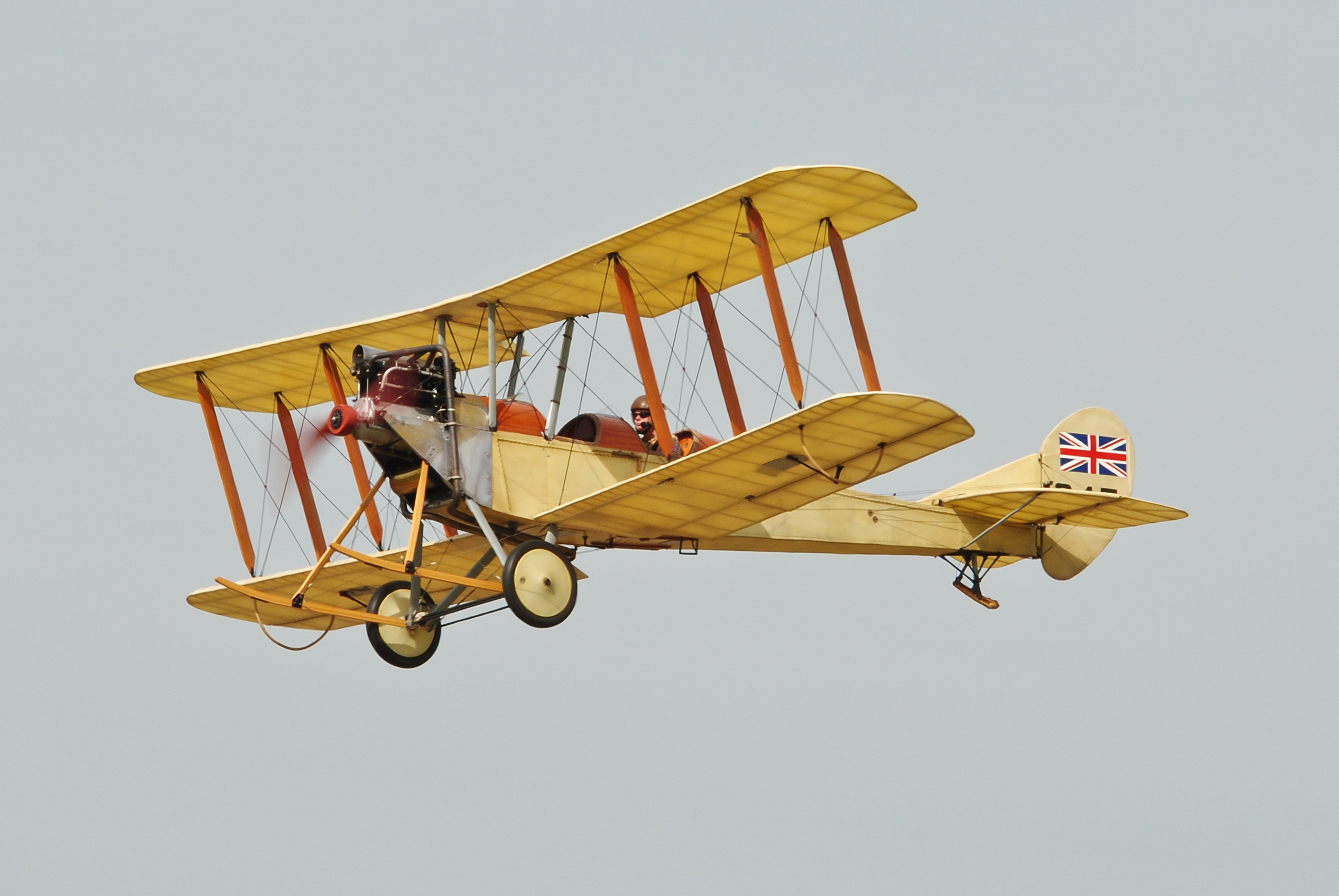
Réplica de B.E.2 en vuelo (Shoreham Airshow 2013, 9697770161).

En la noche del 23 al 24 de noviembre, unos 300 hombres de la 15ª División Sikh zarparon de Alejandría en un arrastrero armado hacia Matruh y luego retiraron la guarnición de Sollum, pero encontraron que más de 100 egipcios de Sollum ya estaban en Matruh, después de haber navegado hacia el este en el buque guardacostas Rasheed. La guarnición de Sidi Barrani rechazó un ataque a fines del 22 de noviembre y se retiró antes del amanecer, llegando a Matruh el 24 de noviembre; Buq Buq (Baqbaq), a 160 km al oeste de Matruh también fue abandonado, aunque alrededor de 134 miembros de los guardacostas egipcios desertaron a los sanusíes con su equipo y 176 dromedarios, después de lo cual una pequeña fuerza de caballería e infantería egipcia en Matruh fueron devueltas al delta en desgracia. Tan pronto como Sollum fue evacuado, los barcos llegaron llenos de municiones para los sanusíes. Para el 3 de diciembre, la guarnición de Matruh había aumentado a 1400 hombres y para el 10 de noviembre, la Fuerza de la Frontera Occidental había llegado con una batería de artillería, dos cañones de 100 mm de la Batería Pesada de la Royal Marine Artillery de Alejandría y dos aviones B.E.2c de la Formación A del 14º Escuadrón del Royal Flying Corps (RFC), que comenzaron a operar el 5 de diciembre. 

## Campaña de los sanusíes

### Costa

#### incidente del Wadi Seinab
El 11 de diciembre, Wallace envió una columna al mando del Teniente-coronel J. L. R. Gordon desde Matruh a Duwwar Hussein, a 26 km al oeste, con infantería, artillería y cuatro automóviles blindados, tres automóviles de patrulla ligeros Ford y un automóvil con telégrafo sin hilo de la Royal Naval Armored Car Division, el Regimiento Compuesto de Yeomanry y la mayoría de la Brigada de Infantería Compuesta. La caballería se había movido alrededor de 14 km cuando recibieron disparos de armas ligeras desde la derecha e intentaron sobrepasar a sus atacantes, con el apoyo de los automóviles blindados, pero la columna fue retirada debido al volumen de fuego que recibía. La artillería se unió y llegó un escuadrón de la Infantería Ligera Montada australiana, después de lo cual los sanusíes fueron expulsados del Wadi Senab. La fuerza de alrededor de 300 sanusíes tuvo 80 muertos y 7 prisioneros contra 16 muertos y 17 heridos, uno de los cuales era Snow, que murió tratando de capturar a un beduino herido. Gordon escuchó el enfrentamiento y recibió un mensaje lanzado desde un avión, pero con la distancia, la cantidad de equipaje y el pequeño tamaño de su fuerza, decidió confiar en Wallace que marchaba desde Matruh y continuó hasta Umm er Rakham, donde la caballería se unió por la noche.
Poco se hizo al día siguiente, debido al agotamiento de los caballos de la Yeomanry, a excepción de una patrulla local que encontró algunos dromedarios y capturó 25 prisioneros. Gordon planeó avanzar hacia Wadi Hashefiat después de que un avión de reconocimiento dejó caer una nota que decía que los sanusíes se encontraban a 11 km al suroeste, luego avanzaron por el wadi hacia Duwwar Hussein y Wallace acordó enviar cuatro automóviles blindados para cooperar. En la madrugada, dos compañías de los Royal Scots llegaron con un convoy de suministros y la marcha comenzó a las 8:30 a. m. con una pantalla de caballería al frente. Al este de Wadi Hashefiat, la fuerza fue recibida con disparos desde la izquierda aproximadamente a las 9:15 a. m. y la guardia de flanco se retiró hacia el norte perseguida por lo que parecían ser tropas británicas. Fueron identificadas como sanusíes y se observó que avanzaban en orden abierto y disparaban puestos a cubierto, y finalmente se los veía como una gran fuerza. Gordon ordenó al cuerpo principal que detuviera el avance sanusí, mientras que la guardia avanzada y la caballería envolvía el flanco izquierdo de los sanusíes. Mientras ambos bandos maniobraban, el grupo sanusí parecía tener una fuerza de 1000-1500 hombres y a las 10:00 a. m., la infantería fue apoyada por dos cañones de campaña y tres ametralladoras.
Gordon ordenó reforzar la guardia en Umm el Rakam y luego dos escuadrones de la Infantería Ligera Montada australiana llegaron de Matruh con dos cañones de campaña, que abrieron fuego a las 3:15 p. m. y un disparo afortunado impactó en medio del grupo más grande de sanusíes, que se dispersó y huyó. Los demás sanusíes empezaron a retirarse y fueron perseguidos por los británicos, que regresaron al campamento con 9 muertos y 65 heridos, por un estimado de 250 bajas sanusíes. La columna regresó a Matruh al día siguiente, muy agotada; los sanusíes habían sido rechazados pero se habían escapado, habiendo logrado lanzar un vigoroso ataque por sorpresa. Los británicos llegaron a la conclusión de que si el resto de la columna hubiera estado tan bien entrenado como la 15ª División Sikh, la derrota sanusí hubiera sido mayor.

#### Incidente del Wadi Majid
Desde el 15 de diciembre hasta el 24 de diciembre, el clima impidió las operaciones desde Matruh y este periodo se usó para organización, la Fuerza de la Frontera Occidental fue reforzada por el 1er batallón de la Brigada de Fusil de Nueva Zelanda. Los sanusíes se reunieron en la Carretera del Jedive en Gabel Medwa, a 9,7 km al oeste de Matruh, cuyo reconocimiento aéreo y por espías se estimó como una fuerza de 5000 hombres, algunos Muhafizia, cuatro cañones y varias ametralladoras. El observador aéreo de un B.E.2c del 14° Escuadrón esbozó el campamento sanusí y los comandantes de tierra usaron copias de este. Jaafar escribió más tarde que había tres batallones de Muhafizia con 300 hombres cada uno, cuatro cañones de montaña y dos ametralladoras, que habían sido enviados a Dabaa para cortar las comunicaciones con Alejandría. Otros tres batallones, cuatro cañones y ocho ametralladoras estaban en Halazin, a 24 km al suroeste de Gebel Medwa. Ambas fuerzas estaban acompañadas por irregulares beduinos, en los que se podía confiar para unirse, si los sanusíes derrotaban a los británicos. Wallace decidió intentar un avance nocturno para sorprender a los sanusíes y, a las 5:00 a. m. del 25 de diciembre, dos columnas avanzaron desde Matruh.
La columna de la derecha avanzaba directamente hacia Gebel Medwa y la columna de la izquierda se movía a través del Wadi Toweiwia al sur de Matruh, luego hacia el oeste alrededor del flanco sanusí para cortar su retirada. Una balandra de guerra clase Azalea, la HMS Clematis ofrecería apoyo artillero a cualquier objetivo dentro de su alcance. La caballería partió del Wadi Toweiwia a las 7:30 a. m., pero mover los cañones y las municiones tomó otras dos horas mientras el resto de la columna avanzaba hacia la Carretera del Jedive, a 19 km al oeste de Matruh. La columna de la derecha avanzó en silencio, pero a las 6:00 a. m., los puestos avanzados sanusíes dieron la alarma y atacaron la columna, que se detuvo hasta que hubiese más luz. Se podían ver a muchos sanusíes en las colinas al sur y al sureste, pero no en Gebel Medwa, debido a la repentina aparición de los británicos. El Gebel Medwa fue ocupado para proteger el flanco derecho y luego el avance era continuar por el camino, cuando un cañón de campaña sanusí disparó hacia el camino con cierta precisión. La batería de la Nottinghamshire RHA respondió y silenció el cañón; los obuses disparados por la Clematis, a 9,1 km de distancia, cayeron en la posición sanusí.
La 15ª División Sikh avanzó en paralelo a la carretera a las 8:45 a. m., mientras que otras tropas siguieron o atacaron en el flanco izquierdo. A las 9:30 a. m., los Sikh se habían aproximado a 730 m de la principal posición sanusí y vieron que se estaban retirando, así que siguieron avanzando con el 1er Batallón de la Brigada de Fusil de Nueva Zelanda y tomaron la cresta hacia las 10:00 a. m. Algunos sanusíes quedaron atrapados en cuevas y barrancos, resultando muertos mientras la artillería bombardeaba al resto de los sanusíes durante su retirada. La caballería de la columna izquierda se había retrasado por la caballería sanusí y no pudo interrumpir la retirada de los sanusíes, ya que estaba combatiendo desde las 8:00 a. m. a 6,4 km al sur de Gebel Medwa, donde los jinetes sanusíes aparentemente fueron ubicados allí para frustrar un movimiento de flanqueo. Finalmente, el fuego de las ametralladoras obligó a retroceder al grupo de cobertura pero la columna no reanudó el avance hasta las 9:00 a. m. y luego trató de cortar los grupos pequeños. Los intentos de comunicar a la columna izquierda para que avance directamente a Wadi Majid tardaron hasta cerca de la 1:00 p. m. en llegar y a la caballería le tomó hasta las 3:00 p. m. para llegar al wadi, cuando los sanusíes habían escapado. La infantería eliminó a unos 100 sanusíes, capturó 80 dromedarios y luego quemó el campamento.
Los británicos se enfrentaron al norte contra la retaguardia sanusí de espaldas al mar, pero la mayoría de los sanusíes se habían retirado hacia el oeste con su ganado y, mientras oscurecía, la retaguardia pudo escapar de Wadi Senab y Wadi Majid a lo largo de la costa rocosa, donde la caballería podía no seguir. A las 5:00 p. m., Gordon terminó la persecución y ordenó a la infantería acampar en Gebel Medwa y que la caballería regresara a Matruh. La derrota disminuyó el prestigio sanusí, pero la incapacidad de la caballería británica en explotar la victoria dejó intacto al cuerpo principal sanusí. Las bajas británicas fueron de 13 muertos y 51 heridos, mientras que las bajas sanusíes fueron alrededor de 300 muertos y 20 prisioneros. Se capturó el equipaje de Jaafar Pashá y algunos de los muertos parecían ser los guardacostas egipcios que habían desertado. Varios prisioneros indios capturados después del hundimiento del Moorina, escaparon de los sanusíes en la confusión y regresaron a sus unidades; Wallace pudo comenzar las operaciones entre Matruh y Dabaa después de un breve descanso.

#### Incidente de Halazin
Después de un breve descanso luego del incidente de Wadi Majid, Wallace envió una columna a Bir Gerawla, a 19 km al sureste de Matruh a fines del 28 de diciembre, después de que el campamento fuese descubierto por reconocimiento aéreo. La columna regresó el 30 de diciembre, sin encontrar resistencia, y los beduinos huyeron cuando la columna se acercó. Ochenta tiendas fueron destruidas junto con un poco de grano; fueron saqueados 100 dromedarios y 500 ovejas, lo que obligó a los beduinos locales a su conformidad. El 1 de enero de 1916, ochenta carpas fueron vistas por una tripulación de reconocimiento aéreo en Gebel Howeimil, a 56 km al sureste de Matruh, pero las lluvias torrenciales impidieron un ataque al campamento durante diez días. La lluvia cesó el 9 de enero, pero tomó un día para que el suelo se seque y una columna mixta llegó a Baqqush a fines del 13 de enero. Al día siguiente, se encontró que el campamento había sido abandonado, pero se encontraron campamentos más pequeños con dromedarios y ganado; las tiendas fueron quemadas y el ganado fue saqueado antes de que la columna regresara a Baqqush. Durante la incursión, el telégrafo de Matruh a Dabaa fue reparado y el 15 de enero, las tropas que fueron transferidas de la WFF regresaron a través de Dabaa, mientras que el resto de la columna regresó a Matruh el 16 de enero con 13 prisioneros y un botín de 140 dromedarios y 50 cabezas de ganado.
El 19 de enero, el reconocimiento aéreo encontró el campamento principal sanusí en Halazin, a 35 km al suroeste de Matruh, con 300 carpas, incluida la del Gran Sanusí y se decidió atacar lo antes posible. La WFF avanzó el 22 de enero a Bir Shola, a 19 km al suroeste, y a la mañana siguiente se dirigió a Halazin en dos columnas. La columna de infantería de la derecha siguió una brújula que apuntaba hacia el campamento y la caballería avanzó en formación escalonada en el flanco izquierdo. Llovió y el tren de pertrechos se quedó atrás, las ambulancias motorizadas se atascaron y los automóviles blindados fueron enviados a Matruh. Después de un avance de 11 km, los sanusíes fueron vistos y una hora más tarde, la infantería atacó cuando la caballería fue enviada contra el flanco derecho de los sanusíes. A las 10:00 a. m., la infantería avanzó hacia una posición defensiva de 2,4 km de longitud, que fue ocultada por un espejismo. Se pensaba que los sanusíes se estaban retirando a una posición preparada con considerable habilidad, y también manejaban bien tres cañones y cinco ametralladoras. Un grupo de sanusíes apareció a la derecha británica y luego otro grupo apareció a la izquierda, mientras que la guardia británica del flanco derecho fue obligada a retroceder por el fuego de las ametralladoras. Los refuerzos neozelandeses fueron enviados al flanco con ametralladoras y detuvieron el ataque sanusí, pero luego fueron rebasados y reforzados nuevamente.
El movimiento de flanqueo sanusí a la izquierda fue más amenazador, detuvo la columna de la izquierda a la 1:30 p. m. y gradualmente la hizo retroceder, hasta que dos compañías neozelandesas detuvieron el avance sanusí. El avance de los sikh en el centro había continuado, mientras que los flancos retrocedían, pero la infantería Sikh, sudafricana y neozelandesa continuó avanzando y a las 2:45 p. m. alcanzó las trincheras sanusíes, cuyos defensores cedieron y se retiraron al desierto. La caballería no pudo perseguir a los sanusíes de los flancos cuando se retiraron, debido a la falta de agua para los caballos y el accidentado terreno hacía imposible la persecución con automóviles blindados. Las bajas británicas fueron de 31 muertos y 291 heridos. Los prisioneros sanusíes estimaron 200 muertos y 500 heridos, pero el grueso de la fuerza sanusí permaneció intacta y un reconocimiento aéreo el 24 de enero los encontró en Bir Tuta, dirigiéndose hacia Sidi Barrani. Los británicos establecieron un vivaque cerca y las tropas pasaron la noche sin refugio ni comida. La columna regresó a Bir Shola, a través de lodo aún peor, y los hombres heridos que no podían sentarse en los caballos fueron llevados en camilla. La noche del 24 de enero también fue húmeda, pero las condiciones fueron mucho mejores, con agua y tiendas de campaña para los heridos.

#### Acción de Agagia

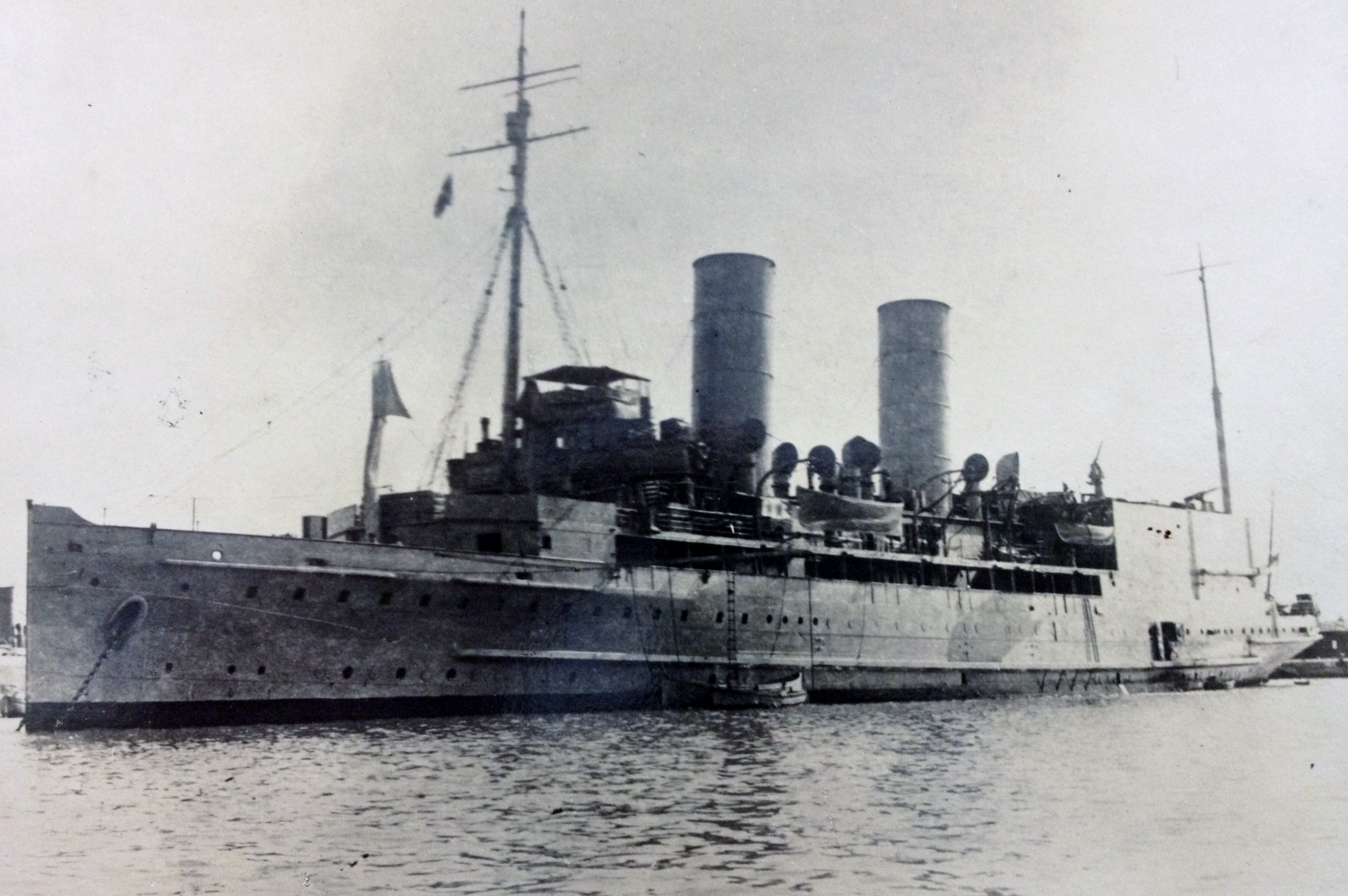
El portahidroaviones HMS Ben-my-Chree.

En febrero de 1916, el portahidroaviones HMS Ben-my-Chree fue enviado desde Port Said; el 11 de febrero, sus aviones realizaron vuelos de observación sobre Sidi Barrani y Sollum, y el 15 de febrero descubrieron que los sanusíes tenían su campamento en Agagia. La Fuerza de la Frontera Occidental, al mando del mayor-general William Peyton, fue reforzada por la 1ª Brigada de Infantería sudafricana al mando del brigadier-general Henry Lukin y una columna británica al mando de Lukin avanzó hacia el oeste por la costa para recapturar Sollum en febrero. Mientras avanzaban, un avión observó un campamento sanusí en Agagia. El 26 de febrero, la columna atacó a los sanusíes y capturó a Jaafar Pashá, comandante de las fuerzas sanusíes en la costa. Mientras los sanusíes se retiraban, fueron divididos por una carga del 1/1er Regimiento de Caballería de Dorset de la Reina; el regimiento perdió la mitad de sus caballos y un tercio de sus jinetes (58 de los 184 que participaron), pero dispersaron la columna causando unas 500 bajas, capturaron 29 prisioneros, los pertrechos de los sanusíes y persiguieron a los supervivientes en el desierto.

#### Reocupación de Sollum
Después de enterrar a los muertos y descansar a los supervivientes, Lukin avanzó hacia Sidi Barrani y entró sin hallar resistencia el 28 de febrero. El 2 de marzo, se enviaron dos aviones de reconocimiento desde Matruh y el 8 de marzo, el avión voló a Sidi Barrani para buscar desde Sidi Barrani hasta Sollum. La WFF había ganado una base a 140 km más al oeste que Matruh, pero solo podía aterrizar suministros con buen tiempo y tenía que confiar en la ruta terrestre hasta que la Armada la alcanzara. Tan pronto como los británicos se establecieron en Sidi Barrani, Lukin devolvió tantos caballos y artilleros como fue posible para reducir la demanda de alimentos, cuyo transporte por caravana de dromedarios tomaba cuatro días y necesitaba entre 50 y 100 escoltas para cada viaje. La entrega de suministros por mar se complicó por el temor de los submarinos alemanes, pero se completó el 4 de marzo, lo que hizo posible retornar el grueso de la WFF a Sidi Barrani antes del 7 de marzo. Muchas unidades se habían emplazado lejos y se enviaron otras nuevas a primera línea, incluida la Batería de Ametralladoras Motorizadas del Cuerpo de Caballería, con 17 automóviles blindados ligeros y 21 motocicletas. La Carretera del Jedive en dirección a Sollum seguía la costa y la escarpa que está a 40 km tierra adentro desde la costa en Sidi Barrani converge con la costa en Sollum.
Para evitar un ascenso de la escarpa por el paso de Halfaya con los sanusíes esperando en la cima, Peyton eligió una ruta tierra adentro a través del paso de Median a 32 km al sureste de Sollum, usando pozos en Augerin y cisternas en Median y Siwiat en la meseta, para agua. Los vuelos de reconocimiento del RFC encontraron campamentos pequeños cerca de las escarpas, pero ninguna señal de obras defensivas en los pasos. La infantería, que avanzaba más lentamente, debía partir el 9 de marzo, para llegar al amanecer del 12 de marzo y capturar los pasos de Median y Eragib. La columna a caballo de la 2ª Brigada Montada, la artillería y el Camel Corps, partirían el 11 de marzo y se reunirían con Lukin el 13 de marzo en Augerin. La columna de infantería llegó a Buq Buq el 11 de marzo, la caballería llegó a Alem abu Sheiba y al día siguiente la columna de infantería llegó a Augerin y los automóviles blindados ocuparon los pasos de Median y Eragib. Se encontró que el suministro de agua era insuficiente para la columna de caballería o para toda la infantería. Peyton le ordenó a Lukin que avance con dos batallones y artillería, y enviara el resto a Buq Buq con la columna de caballería, para unirse a Peyton y avanzar lentamente a lo largo de la costa. Lukin avanzó con los batallones sudafricanos 1º y 4º, la Batería de Montaña de Hong Kong y un destacamento de Ambulancias de Campaña. Al día siguiente, la fuerza reducida ascendió a la meseta a través de los pasos y llegó a Bir el Siwiat.
Durante el 13 de marzo, las fuerzas con Peyton avanzaron a Bir Tegdida, a 31 km de Sollum, pero la caballería permaneció en Buq Buq después de un erróneo informe sobre agua insuficiente en Tegdida. Al día siguiente, las tres columnas se concentraron cerca del paso de Halfaya, a menos de 4,8 km de Sollum, habiendo alcanzado la caballería y los batallones con Lukin transportaban agua en dromedarios. Peyton envió al 2º Batallón de Infantería sudafricano a unirse a Lukin y continuó a lo largo de la costa. La marcha de aproximación se convirtió en un anticlímax cuando los sanusíes partieron de Sollum antes de que llegaran las columnas y los barcos de suministros llegaron al día siguiente. Los automóviles blindados del duque de Westminster avanzaron hacia Bir Waer, cuyo reconocimiento aéreo informó que había sido abandonado, para perseguir a los sanusíes hacia el oeste. Los automóviles blindados lograron alcanzar velocidades de  hasta 64 km/h conduciendo sobre la dura superficie del desierto y sobrepasaron a cientos de sanusíes. Habiendo conducido 40 km al oeste de Sollum, se avistó y atacó a la principal fuerza sanusí.
Los sanusíes no podían mantener su posición y, excepto un pequeño contingente otomano, huyeron al desierto. Los otomanos fueron sobrepasados y eliminados, capturándose treinta prisioneros junto a tres cañones, nueve ametralladoras y 250 000 municiones (entre cartuchos y obuses), sin bajas británicas. Los automóviles blindados persiguieron a los sanusíes a lo largo de 16 km, ametrallándolos mientras corrían. En Sollum se encontró una carta del capitán R. S. Gwatkin-Williams, el comandante del Tara, que revelaba el paradero de los supervivientes de los buques hundidos en noviembre del año pasado. Los prisioneros sanusíes admitieron que las tripulaciones estaban detenidas en El Hakkim, aproximadamente a 190 km al oeste de Sollum. El duque de Westminster partió con 45 automóviles ligeros y ambulancias el 17 de marzo, conduciendo desde la 1:00 a. m. hasta las 3:00 p. m. sobre terreno desconocido, salpicado de rocas, para rescatar a los prisioneros. Los 91 hombres fueron alimentados y llevados a un puesto de avanzada del Camel Corps australiano en Bir Waer. Al día siguiente, los prisioneros liberados regresaron a Alejandría, después de haber informado que no habían sido maltratados sino que habían sufrido la hambruna causada por las operaciones militares en la región y que cuatro de ellos murieron de hambre.

#### Operaciones menores
Las derrotas sanusíes en la campaña costera obligaron a los supervivientes a cruzar la frontera hacia Libia y, para evitar un nuevo levantamiento, los automóviles ligeros Ford y los automóviles blindados continuaron sus patrullas. Las fuerzas de Aulad Alí se rindieron a Peyton, después de haber pasado hambre en la hambruna y los disturbios en Alejandría disminuyeron. La brigada sudafricana regresó a Alejandría y dos batallones de la Brigada Compuesta, una compañía del Camel Corps, dos cañones de la Batería de Hong Kong, los automóviles blindados ligeros y los aviones de reconocimiento permanecieron en Sollum, con media formación del RFC. El 7 de abril, cuatro automóviles blindados ligeros y una sección de ametralladoras del 2/7° de Middlesex abandonaron Sollum para atacar un depósito de municiones en Moraisa, a 29 km al noroeste, destruyendo munición de artillería y unos 120 000 cartuchos de armas ligeras; otras patrullas realizadas en aquel mes descubrieron un total de 167 000 municiones (entre obuses y cartuchos) en varios escondites. El Ejército italiano desplegó dos batallones en Bardia para cooperar y del 25 al 26 de julio, una fuerza de incursión desde Sollum y automóviles blindados italianos desde Bardia, un grupo del Camel Corps y el yate italiano Misurat atacaron a un grupo de alrededor de cuarenta Muhafizia en Wadi Sanal, Libia, a 64 km al oeste de Ras el Mehl. El grupo fue dispersado y el ataque sirvió como una advertencia sobre que no habría refugio en ningún lado de la frontera. Las patrullas continuaron durante aquel año y una caravana de dromedarios fue capturada cerca de Al Jaghbub, bastión de los sanusíes a 217 km de Sollum; se realizaron más incursiones combinadas anglo-italianas durante el invierno.

### Cadena de oasis

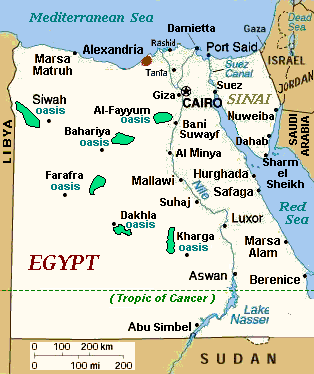
Mapa de la cadena de oasis.

El oasis de Siwa está a más de 480 km al oeste del Nilo, desde donde parten dos rutas al valle del Nilo a través de cadenas de oasis. La ruta del norte se dirige al este a través de varios oasis pequeños y pozos, llegando al gran oasis de Bahariya, cuyo extremo oriental está a unos 160 km del Nilo en Minya. La ruta del sur se dirige hacia el sureste a través de los oasis de Farafra y Dakhla, hasta el gran oasis de Kharga, a 160 km del Nilo en Suhag. El 11 de febrero de 1916, 500 sanusíes y Ahmed Sharif as-Senussi ocuparon el oasis de Bahariya, poco antes que Peyton estuviese listo para iniciar una marcha desde Matruh a Sollum. Los sanusíes fueron vistos por observadores aéreos de un destacamento del 17° Escuadrón, con base en Faiyum. Al día siguiente, los aviones bombardearon el oasis con ocho bombas de 9,1 kg y un vuelo de reconocimiento efectuado tres días después no halló a los sanusíes. El oasis de Farafra fue ocupado al mismo tiempo y entonces los sanusíes se dirigieron al oasis de Dakhla, donde fueron vistos el 27 de febrero, después de que el destacamento del RFC de Minya hubiera sido transferido a Asyut y establecido pistas de aterrizaje avanzadas para observar los oasis de Kharga y Dalka, alcanzando un radio de acción de 362 km.
La 159ª Brigada ya había sido enviada a Wadi Natrum, al noroeste de El Cairo, mientras que la 1/1ª Brigada Montada de Midland del Norte fue enviada a Faiyum, a 97 km al suroeste de El Cairo, con pequeñas fuerzas a lo largo del Nilo. Los británicos reforzaron los destacamentos que cubrían el valle del Nilo y llamaron al mando Fuerza del Sur, al mando del mayor general J. Ayde, con sede en Beni Suef, convenientemente emplazada para resistir un avance desde el oeste. Las derrotas infligidas a los sanusíes durante la campaña costera posibilitaron extender las guarniciones hacia el sur y para fines de marzo, el extremo sur de la línea de puestos estaba en Isna. Los oficiales egipcios en Kharga, donde había un ferrocarril de trocha angosta que conectaba con el ferrocarril de trocha estándar que corría junto al Nilo, se retiraron cuando Dakhla fue ocupado. No se hizo ningún intento de atacar a los sanusíes, pero los frecuentes vuelos de reconocimiento de los aviones de observación los mantenían bajo vigilancia. Para el 19 de marzo, las derrotas sanusíes en la costa habían mermado la moral sanusí. Los sanusíes se retiraron de Kharga por iniciativa propia y los británicos usaron el ferrocarril de trocha angosta para transportar al Destacamento Kharga, al mando del teniente coronel A. J. McNeill, una fuerza de 1600 hombres al oasis el 15 de abril.
Al día siguiente, un puesto avanzado fue instalado en el oasis de Moghara, a 153 km al oeste de El Cairo. Murray ordenó extender el ferrocarril de trocha angosta desde Kharga hasta el oasis de Moghara, la construcción de un nuevo ferrocarril de trocha angosta desde Beni Mazar en el Nilo hasta Bahariya y la construcción de una línea de casamatas a lo largo de la trocha Darb el Rubi, desde Samalut hasta Bahariya, que era la ruta del nuevo ferrocarril. El Imperial Camel Corps se formó en noviembre de 1915, principalmente a partir de compañías de la 1ª y la 2ª División australianas, la Caballería Ligera australiana, tropas neozelandesas, Caballería británica e Infantería Territorial. El cuerpo pasó a ser la principal fuerza en la defensa de Egipto occidental, combinando el transporte en dromedarios y vehículos motorizados. Las patrullas de automóviles ligeros Ford y automóviles blindados ligeros revolucionaron la ocupación del Desierto Occidental, incrementando la autonomía de las patrullas desde decenas de kilómetros a lomos de dromedario hasta cientos de kilómetros en automóvil. A causa de las grandes distancias, las patrullas operaban de forma independiente, pero demostraron ser tan eficaces que los sanusíes fueron rápidamente expulsados del valle del Nilo y aislados en los oasis que todavía ocupaban.

#### Incidentes en el oasis de Dakhla

Mapa del oasis de Dakhla.

A fines de mayo de 1916, se habían construido cuatro casamatas a lo largo de la trocha Darb el Rubi y la construcción del ferrocarril de trocha angosta a Bahariya avanzaba lentamente. La principal fuerza sanusí, estimada en 1800 hombres, se encontraba en Dakhla.
El 4 de octubre, Murray ordenó al nuevo comandante de la Fuerza Occidental, el Mayor-general W. A. Watson, que comenzara operaciones contra él. Las noticias se filtraron a Sayed Ahmed, que había avanzado desde Dakhla hasta Bahariya con la mayor parte de su fuerza, que se encontraba debilitada por enfermedades y hambre, por lo cual Ahmed se retiró a Siwa desde el 8 al 10 de octubre. La Fuerza Occidental intentó atrapar a la retaguardia sanusí al oeste de Bahariya con una fuerza de automóviles ligeros, pero la distancia y la mala marcha permitieron escapar a los sanusíes. Los británicos se dieron cuenta de que la guarnición en Dakhla era mucho más pequeña y probablemente se retiraría pronto, por lo que Watson decidió atacar desde Kharga.
La fuerza estaba formada por sesenta hombres con un automóvil blindado Rolls-Royce y un camión de reabastecimiento, seis automóviles ligeros Ford y doce motocicletas, dos ametralladoras Vickers y dos ametralladoras Lewis, que serían seguidas por una compañía del Camel Corps, la cual arribaría 48 horas después de los automóviles. Los vehículos motorizados arribaron a Dakhla el 17 de octubre, para hallar que la mayor parte de los sanusíes había huido, excepto un grupo de alrededor de 120 hombres en Budkhulu al centro del oasis, que fueron capturados. La compañía del Camel Corps arribó a Bir Sheikh Mohammed, en el extremo occidental del oasis, el 19 de marzo y capturó a otros cuarenta prisioneros. Los británicos empezaron a patrullar alrededor del oasis y capturaron a cincuenta prisioneros, además de civiles sospechosos; para fines de marzo, el oasis y sus 20 000 habitantes fueron liberados de los sanusíes. Se instalaron guarniciones en Dakhla y Bahariya, retomándose el gobierno civil; en noviembre, una expedición a Farafra capturó más prisioneros.

#### Incursión en Siwa
En enero de 1917, Murray descubrió que Sayed Ahmed tenía la intención de retirarse de Siwa a Al Jaghbub con sus 1200 hombres y el 21 de enero, ordenó una operación para capturarlo e infligir pérdidas a sus seguidores restantes. Se esperaba que tomaría un mes para preparar una expedición de automóviles y camellos, que recorrería los 320 km de árido desierto desde Matruh, pero llegaron noticias de que Ahmed estaba listo para partir y Murray ordenó al Brigadier-general H. W. Hodgson que ataque inmediatamente usando solo los automóviles. Los oasis de Girba y Siwa son casi contiguos, con Girba situado al noroeste de Siwa. La principal fuerza sanusí tenía su base en Girba y Hodgson planeaba atacar mientras un destacamento de baterías blindadas motorizadas bloqueaba el paso de Munassib cerca de Gagaib, a 39 km hacia el noroeste. La trocha Girba-Al Jaghbub desciende desde la meseta a través del paso. Los británicos anticiparon que los sanusíes se retirarían a lo largo del paso y quedarían atrapados.
Tres baterías blindadas ligeras y tres automóviles ligeros de patrulla lucharon a través del desierto hasta un punto a 298 km al suroeste de Matruh y 21 km al norte del paso de Shegga el 2 de febrero. A las 9:00 a. m. del día siguiente, la fuerza entró en el oasis a 8 km al sureste de Neqb el Shegga y avanzó sobre Girba. Los automóviles sorprendieron a los sanusíes, que intercambiaron disparos, pero luego los británicos encontraron que el terreno era demasiado accidentado para acercarse más que a 730 m hasta más tarde en el día, cuando algunos automóviles lograron avanzar otros 370 m  y mantener el fuego de las ametralladoras sobre las defensas sanusíes. Los desertores dijeron que había alrededor de 850 sanusíes en Girba y otros 400 en Siwa con Mohammed Saleh, quien se había mudado a Girba para dirigir la defensa mientras que Sayed Ahmed se preparaba para retirarse hacia el oeste. La noche fue tranquila hasta las 5:00 a. m., cuando los sanusíes abrieron fuego y comenzaron a quemar sus depósitos. Cuando amanecía, se vio a los sanusíes retirándose a través de un paso en la retaguardia y desaparecieron. Los asaltantes destruyeron el campamento y enviaron patrullas hacia Siwa, entrando sin resistencia al día siguiente, donde sus habitantes parecían estar felices por haberse librado de los sanusíes.
El grupo principal en el paso de Munassib no pudo interceptar a los sanusíes, porque la escarpa era demasiado empinada para acercarse a más de 29 km y solo los automóviles ligeros y un automóvil blindado lograron descender la escarpa y cerrar el paso. El 4 de febrero, el grupo tendió una emboscada a un convoy que venía desde el oeste llevado el correo y al día siguiente se reunió con los grupos avanzados de sanusíes que se retiraban de Girba. Los asaltantes se vieron frustrados cuando los sanusíes los detuvieron y desviaron convoyes siguiendo su retaguardia, a través de dunas de arena alrededor del paso. Los automóviles regresaron al punto de encuentro y los asaltantes estimaron que habían matado a 40 sanusíes, 40 dromedarios y causado 200 heridos. Los fusiles y el equipo habían sido destruidos a causa de tres miembros del grupo británico que habían sido heridos. La fuerza regresó a Matruh el 8 de febrero cuando Sayyid Ahmed se retiró a Al Jaghbub. Las negociaciones entre Sayed Idris, los británicos y los italianos en Tobruk, que habían empezado a fines de enero, fueron impulsadas por la noticia de la derrota de los sanusíes en Siwa. En Akramah el 12 de abril, Idris actuó según las insinuaciones británicas, que lo consideraban como el líder legítimo de los sanusíes y que Sayed Ahmed era un estorbo, por lo cual aceptó los términos británicos y firmó la paz con Italia el 14 de abril.

### Libia italiana
Después de la reanudación abierta de las entregas de ayuda a los sanusíes por parte del Imperio otomano en julio de 1915, Italia respondió con una declaración de guerra el 21 de agosto. Las hostilidades permitieron a Italia anular formalmente todos los privilegios que el sultán otomano disfrutaba en Libia bajo el Tratado de Ouchy (17 de octubre de 1912), que había puesto fin a la primera guerra ítalo-turca (1911–1912). Los británicos bloquearon la costa de Cirenaica para evitar que los barcos griegos desembarcaran los suministros al principio y luego los submarinos alemanes desde finales de 1915, protegiendo la frontera de Cirenaica y Egipto para evitar el contrabando de armas, que fue realizado abiertamente por los otomanos con connivencia alemana. La necesidad de tropas en el Frente italiano redujo la fuerza italiana de ocupación, de 100 000 a 70 000 hombres en el área alrededor de Trípoli, la cual fue pacificada mediante atrocidades. El interior y la franja costera se despoblaron desde Al Khums a Bengasi, Derna y Tobruk.
La fortaleza de Bu Njem, que apenas había sido capturada a su guarnición otomana en 1914, era el puesto avanzado italiano en la Sirtica. El interior fue evacuado (Waddan, Hun y Suknan) o sus puestos fueron dejados en manos de guarniciones aisladas sitiadas por los sanusíes y los beduinos. El objetivo sanusí de expulsar a los italianos, coincidió con los objetivos de la guerra otomana. En 1914, los británicos optaron por apaciguar a los sanusíes, pero la adhesión de Italia a la Entente en mayo de 1915 llevó a los británicos a presionarlos para que reconocieran la ocupación italiana y detuvieran el comercio transfronterizo. Los sanusíes se volvieron cada vez más dependientes de las importaciones alemanas y otomanas, teniendo que mudarse para encontrar comida. El intento de Mannesmann, un agente alemán, de fabricar un incidente diplomático el 15 de agosto, fracasó, pero la crisis económica causada por el embargo británico empujó a los sanusíes hacia la guerra. El sultán otomano nombró a Sayed Ahmed gobernador de Tripolitania y este último publicó el edicto califal de yihad contra los infieles británicos y sus aliados.

#### Cirenaica
El 29 de abril de 1915, los sanusíes derrotaron al coronel Antonio Miani y a la fuerza de la Sirtica, en Gasr Bu Hadi (Qasr bu Hadi o Al Ghardabiya), con 3000–4000 bajas. El material capturado fue enorme, calculado en 6,1 millones de cartuchos de fusil y de ametralladora, 37 piezas de artillería, veinte ametralladoras, 9048 fusiles, 28 281 proyectiles de artillería, y 37 camiones. Los sanusíes capturaron más armas italianas que las entregadas por los otomanos y los alemanes. Los italianos pronto abandonaron Bu Njem y en 1916, un contingente sanusí comandado por Ramadán al-Shtaiwi invadió la Tripolitania. Los sanusíes derrotaron a un grupo beduino liderado por Safi al-Din "Sayed" en Bani Walid antes de que Idris ordenase la retirada la fuerza y aceptara la idea de un límite occidental del poder sanusí. Idris estableció una khatt al-nar (línea de fuego) a través de la Sirtica, para evitar el ataque de al-Shtaiwi y sus fuerzas, quienes estaban armados por los italianos y cuyo objetivo era restablecerse en el interior.
En marzo de 1916, Sayed Hilal, un pariente joven de Sayed Ahmed, se presentó ante los italianos en Tobruk, buscando aparentemente comida para los pueblos hambrientos de la Marmarica. Los italianos lo indujeron a convencer a los Aibadat de entregar 1000 fusiles a cambio de comida y sus buenos oficios se usaron para entrar en el puerto de al-Burdi Sulaiman sin resistencia en mayo y luego en el antiguo campamento de Ahmed Sayed en Masa'ad. Sus actividades deshonraron a Idris Sayed y las negociaciones entre una comisión anglo-italiana e Idris en al-Zuwaitina se rompieron. Los británicos lanzaron una ofensiva y, a principios de 1917, se reanudaron las conversaciones en Akrama (Acroma) y se llegó a un acuerdo en abril. Las cuestiones de desarmar a la población y del estatuto de la ley islámica se dejaron para el futuro, pero la lucha en la Cirenaica llegó a su fin.

#### Tripolitania
Las tropas italianas capturaron Ghat en el suroeste de la provincia en agosto de 1914, lo que provocó un levantamiento y obligó a los italianos a abandonar Ghat y Ghadames. El llamado a la yihad tuvo más efecto entre los sanusíes que en cualquier otro lugar y Ahmad comenzó la yihad en Fezzan, en el sur de Libia. Los italianos recapturaron Ghadames en febrero de 1916, pero el bloqueo contra los sanusíes tuvo poco efecto militar, ya que estaban bien equipados con armas italianas capturadas; las guarniciones italianas en la Cirenaica fueron retiradas para reforzar el oeste. Las operaciones otomano-alemanas en la Tripolitania tenían su base en Misratah, donde cada dos semanas arribaba un submarino para entregar armas y municiones, y en mayo de 1917 se construyó una estación de telégrafo sin hilos. Las tropas otomanas establecieron una veintena de puestos en la costa y para 1918 tenían 20 000 tropas regulares, un número similar en entrenamiento y otros 40 000 reservistas sin entrenamiento. En septiembre de 1918, después de que las fuerzas otomanas le impidieran el ingreso a Tripolitania, Sayed Ahmed abordó un submarino alemán en Al Aqaila y se exilió en Turquía. En la Tripolitania, las tropas locales bajo los soldados regulares de al-Shtaiwi y otomanos bajo Nuri Bey y Sulaiman al-Barouni, resistieron a los italianos hasta el final de la guerra. El análisis arqueológico del salar de Kallaya, el sitio de una pequeña escaramuza entre libios el 14 de noviembre de 1918, muestra que tenían fusiles rusos capturados por los alemanes y los austrohúngaros en el Frente Oriental y enviados a Libia a través de los otomanos.

#### Invasión de Túnez
El 13 de septiembre de 1915, el comandante sanusí Khalifa ben Asker invadió el Protectorado francés de Túnez, capturando Dehiba al sur de Tataouine. Los franceses estaban ocupados con la rebelión en el sur de Argelia y habían dejado indefenso el sur de Túnez. Los sanusíes encontraron poco apoyo por parte de los habitantes de la región y los líderes sanusíes estaban enojados con Khalifa ben Asker por haber llevado a los franceses a la batalla. Ellos veían que la guerra era solamente contra los italianos y los británicos, no deseando provocar a los franceses. Los sanusíes arrestaron a Khalifa ben Asker y sus fuerzas se retiraron de Túnez.

## Desenlace

### Análisis
Los incidentes y acciones en el Desierto Occidental fueron pequeños enfrentamientos y cuando los sanusíes comenzaron las hostilidades, la guarnición de Egipto se había reducido por las campañas en la península del Sinaí y en Galípoli. El pequeño número de tropas en ambos bandos abarcaba grandes distancias y las tropas involucradas en la expedición a Galípoli regresaron antes de la conclusión de la campaña de los sanusíes, aumentando la guarnición en Egipto a 275 000 hombres el 2 de marzo de 1916. El total de las fuerzas británicas y de la Commonwealth era de alrededor de 40 000 hombres, pero solo 2400 participaron en la acción de Agagia. La campaña se libró utilizando los métodos de guerra tradicionales yuxtapuestos con la tecnología moderna, un proceso iniciado por los italianos, que habían sido pioneros en el uso militar de aviones en la guerra italo-turca. En 1915, los británicos explotaron el motor de combustión interna para conducir en el desierto y sobrevolarlo, agregando una nueva dimensión de velocidad y movilidad a sus operaciones, que estaba más allá de la capacidad de los sanusíes para enfrentarla. Los británicos integraron las operaciones navales con la campaña aérea y terrestre, además del uso de métodos de guerra más antiguos, con dromedarios como bestias de carga para aumentar el alcance de las tropas terrestres y dirigiendo el espionaje y sembrando la disidencia entre los líderes sanusíes y sus patrocinadores otomanos y alemanes. Las patrullas de automóviles ligeros y las baterías de automóviles blindados ligeros  efectuaron patrullas e incursiones de larga distancia, recolectando información y sorprendiendo a los sanusíes, quienes pronto perdieron contacto con el valle del Nilo y luego fueron aislados en los oasis capturados, hasta que fueron sobrepasados o forzados a retirarse por inanición y enfermedad. En 2001, Strachan describió las hostilidades en Libia como una guerra independiente de la Primera Guerra Mundial, que comenzó en 1911 y terminó en 1931. La población local resistió a la apropiación colonial de tierras y se convirtió en un movimiento de liberación nacional. La superioridad tecnológica de los británicos y el enorme espacio del desierto, escasamente habitado, eran condiciones para la movilidad y la acción decisiva, lo contrario de los efectos de la guerra industrializada en Europa. El equipo y los métodos que derrotaron rápidamente a los sanusíes en 1915 y 1916 fueron adoptados en Sinaí, Palestina y Siria desde 1917 hasta 1918.

### Bajas
En 2010, Del Boca escribió que en Libia, las bajas italianas fueron de 5600 muertos, varios miles de heridos y unos 2000 prisioneros desde enero hasta julio de 1915.

### Paz
En marzo de 1917, las fuerzas sanusíes habían recibido la orden de retirarse de Egipto a Libia. El ataque de los sanusíes en Egipto no ayudó al Imperio otomano a derrotar a los británicos al este del Canal de Suez y la mayoría de la población egipcia no se unió a la jihad ni se alzó contra los británicos. Sayed Ahmed fue socavado por la derrota y su sobrino, Sayyid Mohammed Idris, quien se había opuesto a la campaña, se ganó el favor a sus expensas. El acuerdo de paz entre los británicos y los sanusíes firmado el 12 de abril de 1917, reconoció a Idris como Emir de la Cirenaica (quien finalmente se convirtió en el rey Idris I de Libia). Idris debía entregar a todos los ciudadanos británicos, egipcios o aliados que habían naufragado y rendir o expulsar a los oficiales otomanos y sus aliados. Se permitió una fuerza de cincuenta policías en Al Jaghbub, pero ninguna otra fuerza militar podía ser permitida allí, en Siwa o en Egipto. Los británicos se comprometieron a permitir el comercio a través de Sollum y aunque Al Jaghbub seguiría siendo egipcio, estaría bajo la administración de Idris, siempre y cuando se respetara el compromiso de no permitir que las fuerzas militares ingresaran a Egipto. Dos días después, Idris llegó a un acuerdo con los italianos y firmó un modus vivendi, después de lo cual la frontera occidental se mantuvo en calma durante el resto de la guerra. Sayed Ahmed se demoró un año; en agosto de 1918 viajó a Constantinopla en un submarino austrohúngaro y realizó propaganda panislámica.

## Orden de batalla

### WFF, incidente del Wadi Majid, 25 de diciembre de 1915
Unidades tomadas de Macmunn y Falls: Military Operations Egypt and Palestine volume I (1996 [1928]), salvo especificación.
Columna derecha
Teniente-coronel J. L. R. Gordon
- Húsares de los Royal Bucks
- Sección de la 1ª Batería de la Nottinghamshire Royal Horse Artillery
- 15º Regimiento Sikh de Ludhiana
- 1er Batallón de la Brigada de Fusil de Nueva Zelanda
- 2/8º Batallón del Regimiento de Middlesex

Sección de cisternas de las ambulancias de campaña de la Nottinghamshire Royal Horse Artillery y la Yeomanry de Derbyshire,
tren australiano
Columna izquierda
Brigadier-general J. D. T. Tyndale-Briscoe
Brigada de mando y tropa de señales, brigada compuesta de Yeomanry
- 2 tropas de la Yeomanry del duque de Lancaster
- 1 tropa de la Yeomanry de Derbyshire
- 2 tropas de la Yeomanry de Londres
- 1 escuadrón de la Yeomanry de Harts
- Regimiento compuesto de la Infantería Ligera Montada australiana
- 1ª Batería de la Nottinghamshire Royal Horse Artillery (menos una sección)
- Sección de ametralladoras de la Yeomanry
- Ambulancia de campaña de la Yeomanry

### Sanusíes en 1914, WFF en noviembre de 1915 y después
Unidades tomadas de Macmunn y Falls: Military Operations Egypt and Palestine volume I (1996 [1928]), salvo especificación. La información posterior sugiere que eran 10 000 sanusíes.
Enero de 1914
- Distrito de Derna
  - 3000 soldados regulares
  - 6000 voluntarios (sin paga)
- Distrito de Bengasi
  - 3000 soldados regulares
  - 5000 voluntarios
- Distrito de Trípoli 
  - 600 soldados africanos
  - 800 árabes Zowai
  - 1000 Tuareg

20 de noviembre de 1915
- Brigada de caballería compuesta (Brigadier-general Tyndale Biscoe)
  - 3 regimientos compuestos de yeomanry de la 2ª División Montada, formados por destacamientos de más de veinte regimientos
  - 1 regimiento compuesto de la Infantería Ligera Montada australiana, formado por destacamientos de las brigadas de infantería montada ligera australianas
  - 1/1ª Batería de la Nottinghamshire Royal Horse Artillery
  - Columna de municiones
- Brigada de infantería compuesta (Brigadier-general George Bingham)
  - 1/6º Batallón de los Royal Scots (Territorial)
  - 2/7º Batallón del Regimiento de Middlesex (Territorial)
  - 2/8º Batallón del Regimiento de Middlesex (Territorial)
  - 15º Regimiento Sikh de Ludhiana
- Escuadrón No. 1 del Royal Flying Corps
- Tren divisional de la 1ª División australiana
- Un destacamento del Departamento de Obras Militares del Ejército egipcio tomó el lugar de los Royal Engineers, porque los segundos no estaban disponibles.

La composición de la fuerza fue cambiada frecuentemente y no se estabilizó hasta mediados de febrero de 1916. Otras unidades agregadas a la WFF incluían:
- 1ª Brigada de Infantería sudafricana
- 2º Batallón de la Brigada de Fusil de Nueva Zelanda
- Bikaner Camel Corps
- Imperial Camel Corps
- La unidad de automóviles blindados del duque de Westminster
- Tren blindado tripulado por artilleros egipcios
- 1/1ª Brigada Montada de Midland del Norte, más su artillería anexa
- 6ª Brigada Montada[82]
- 22ª Brigada Montada
- 2ª Brigada Desmontada (Yeomanry)
- 3ª Brigada Desmontada (Yeomanry)
- 4ª Brigada Desmontada (Yeomanry)
  - Aviones de reconocimiento
  - Tropas auxiliares

## Lecturas recomendaas
Libros
- Austin, W. S. (1923). «3 The Senussi Campaign». The War Effort of New Zealand: A Popular History of (a) Minor Campaigns in which New Zealanders Took Part, (b) Services Not Fully Dealt With in the Campaign Volumes, (c) The work at the Bases. New Zealand in the First World War 1914–1918 IV (New Zealand Electronic text Collection edición). Aukland, NZ: Whitcombe and Tombs. OCLC 2778918. Consultado el 28 de marzo de 2015.
- Austin, W. S. (1924). «3: The 1st Battalion at Mersa Matruh». The Official History of the New Zealand Rifle Brigade (the Earl of Liverpool's own): Covering the Period of Service with the New Zealand Expeditionary Force in the Great War from 1915 to 1919. New Zealand in the First World War 1914–1918 (New Zealand Electronic text Collection edición). Wellington, NZ: L. T. Watkins. OCLC 22988355. Consultado el 28 de marzo de 2015.
- Bean, C. E. W. (1941). «The Sollum Expedition» (pdf). The Australian Imperial Force in France, 1916. Official History of Australia in the War of 1914–1918 III (12th computer file edición). Canberra: Australian War Memorial. OCLC 271462387.
- Bean, C. E. W. (1941). «The Light Cars in the Libyan Desert». The Australian Imperial Force in France, 1916 (pdf). Official History of Australia in the War of 1914–1918 III (12th computer file edición). Canberra: Australian War Memorial. OCLC 271462387. Archivado desde el original|urlarchivo= requiere |url= (ayuda) el 4 de marzo de 2016. Consultado el 30 de junio de 2019.
- Bowman-Manifold, M. G. E. (1923). An Outline of the Egyptian and Palestine Campaigns, 1914 to 1918 (2nd edición). Chatham: The Institution of Royal Engineers, W. & J. Mackay. OCLC 224893679.
- Carver, Michael, Field Marshal Lord (2003). The National Army Museum Book of The Turkish Front 1914–1918: The Campaigns at Gallipoli, in Mesopotamia and in Palestine. Londres: Pan Macmillan. ISBN 978-0-283-07347-2.
- McGuirk, Russell (2007). The Senussi's Little War: The Amazing Story of a Forgotten Conflict in the Western Desert, 1915–1917. Londres: Arabian Publishing. OCLC 156803398.
- Massey, W. T. (1918). The Desert Campaigns. Londres y Nueva York: Putnam. OCLC 1163314. Consultado el 28 de marzo de 2015.
- Simon, Rachel (1987). Libya between Ottomanism and Nationalism: The Ottoman Involvement in Libya during the War with Italy (1911–1919). Berlín: K. Schwarz. ISBN 978-3-922968-58-0.
- The Official Names of the Battles and Other Engagements Fought by the Military Forces of the British Empire during the Great War, 1914–1919, and the Third Afghan War, 1919: Report of the Battles Nomenclature Committee as Approved by The Army Council Presented to Parliament by Command of His Majesty. Londres: HMSO. 1921. OCLC 29078007.
- Wavell, Field Marshal Earl (1968) [1933]. «The Palestine Campaigns».  En Sheppard, Eric William, ed. A Short History of the British Army (4th edición). Londres: Constable. OCLC 35621223.

Publicaciones
- Michel, Paul-Henri (1926). «Les Italiens en Cyrénaïque et le senoussisme». Revue d'Histoire de la Guerre Mondiale (en francés) I: 1–20. OCLC 1589850.
- Petrangani, Enrico (1925). «Turcs et Senoussistes au Fezzan pendant la Grande Guerre: Histoire d'une révolution ignorée». L'Afrique Française: Renseignements coloniaux (en francés): 508–526. OCLC 12290929.
- Raza, Saima (2012). «Italian Colonisation and Libyan Resistance: The Al-Senussi of Cyrenaica (1911–1922)». Ogirisi: A New Journal of African Studies IX: 1–43. ISSN 1597-474X.

En línea
- Rosselli, A. (1993). «Le operazioni militari in Libia e nel Sahara 1914–1918». Collana Immagini di Storia (en italiano). Campobasso, Italia: ars militaris. Consultado el 28 de marzo de 2015.